# بائوننگ
بائوننگ (انگلیسی: Baoneng Group) شرکت خودروسازی چینی است، که در سال ۱۹۹۲ تأسیس شد.